# Abbaye de Teplá
L'abbaye de Teplá, de son nom complet l'abbaye Notre-Dame de l'Annonciation de Teplá, est une abbaye de l'ordre des Prémontrés, située en Tchéquie à Teplá, dans la région de Karlovy Vary en Bohême. Fondée en 1193, elle est l'une des nombreuses abbayes prémontrées des pays tchèques. Abbaye masculine, elle est liée au monastère féminin de chanoinesses prémontrées de Doksany.

## Histoire
L'abbaye trouve son origine dans les projets de partir en croisade du noble bohémien Hroznata d'Ovenec. Après la mort prématurée de sa femme et de son fils, il décide de fonder un monastère prémontré sur ses terres, à Teplá, en 1193, alors dans le diocèse de Prague. Il tente ensuite de rejoindre la croisade d'Henri VI et gagne l'Italie. La croisade étant dissoute en 1197 alors qu'il se trouve à Brindisi, il obtient du pape Célestin II d'être dispensé de son vœu, à condition d'établir un monastère de moniales norbertines, ce qu'il fait en 1202 à Chotěšov avec sa sœur Vojslava. Hroznata prend lui-même à Rome en 1202 l'habit prémontré et devient prévôt de l'abbaye en 1207. Il trouve la mort en 1217 aux mains de bandits.
En 1268, le monastère est pillé par les troupes d'Othon V de Brandebourg pendant la minorité du roi de Bohême Venceslas II. Au XIVe siècle, l'abbaye souffre de destructions pendant les conflits hussites, et au XVe siècle de la part des protestants. Elle devient pourtant un foyer important de la Réforme catholique en Bohême occidentale, connaissant un mouvement de réforme religieuse qui influe les autres abbayes de la région. Entrepris à l'initiative du roi Georges de Bohême et poursuivie sous son successeur Vladislas IV, il atteint son apogée à la fin du XVe siècle et promeut la rénovation spirituelle et morale du clergé et la restauration d'une vie conventuelle selon la règle. Avec 25 religieux, Teplá est alors l'abbaye la plus peuplée des 4 abbayes prémontrées  de Bohême. Une figure importante de ce mouvement originaire de l'abbaye et ensuite archevêque de Prague est Johann Lohel.

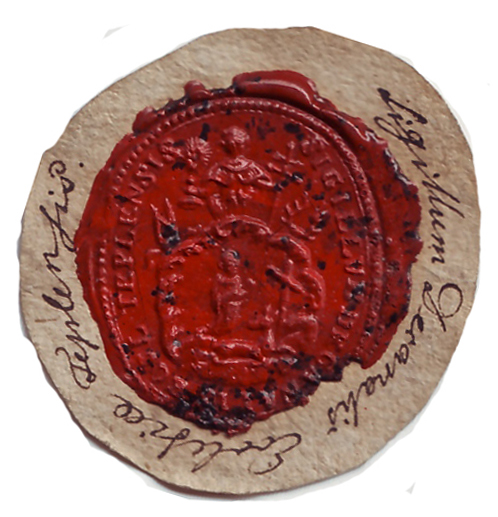
Sceau du doyen, vers 1690.

Durant la Guerre de Trente Ans, l'abbaye est pillée en 1621, 1631, 1634, 1639, 1643, et 1647. La paix revenue, de grands projets de constructions sont menés sous la direction de l'architecte Christophe Dientzenhofer entre 1690 et 1724. L'église abbatiale reçoit alors un programme important de sculptures d'Ignaz Franz Platzer. Au XVIIIe siècle, l'abbaye est un lieu de recherche scientifique important avec notamment l'astronome et cartographe Alois Martin David (en).
Durant le XIXe siècle, l'abbaye prend un grand essor économique en fondant la ville de bains de Marienbad. Après la première guerre mondiale, la naissance de la Tchécoslovaquie place les prémontrés et leur abbé, majoritairement germanophones, en délicatesse avec le nouveau gouvernement. En 1921, l'abbaye rachète et repeuple alors de chanoines l'ancienne abbaye de Speinshart (de) en Bavière.
En 1942, les propriétés du monastères sont confisquées par les autorités d'occupation, et celui-ci doit accueillir un établissement du Lebensborn. Beaucoup de religieux sont enrôlés comme simple soldats dans l'armée allemande. Les religieux restant sont définitivement expulsés en 1946, ceux de langue allemande devant quitter le pays selon les termes des décrets Beneš. Les bâtiments sont attribués à l'armée tchécoslovaque par le gouvernement communiste en 1950 et en souffrent grandement. La vie religieuse est restaurée en 1989 après la révolution de Velours.

## Architecture
L'église abbatiale est la partie la plus ancienne de l'abbaye, le massif occidental de style roman datant de la fondation de l'abbaye, surmonté plus tard de tours dans le style gothique primitif. L'intérieur de l'église est décoré dans le style baroque par l'architecte Christophe Dientzenhofer, il comporte des sculptures d'Ignaz Franz Platzer et des peintures d'Elias Dollhopf (de). Le bâtiment de la bibliothèque est œuvre de l'architecte Domenico Pinchetti et contient une riche collection de plus de 30 000 volumes. Le domaine de l'abbaye comporte aussi un moulin à eau, un parc, et deux cimetières.
Un manoir autrefois propriété de l'abbaye de Teplá, œuvre de l'architecte Kilian Ignace Dientzenhofer, abrite désormais un monastère cistercien, l'abbaye de Nový Dvůr.

## Galerie

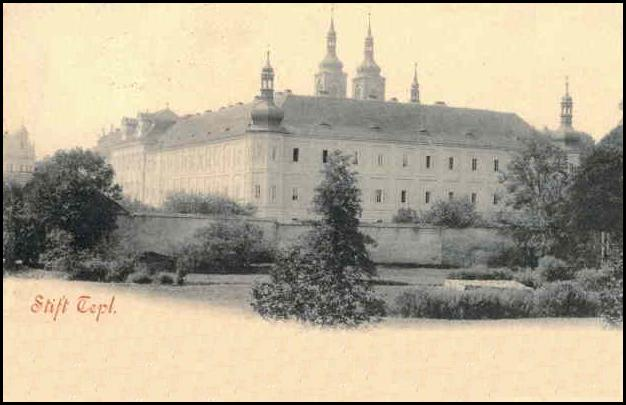
L'abbaye en 1891
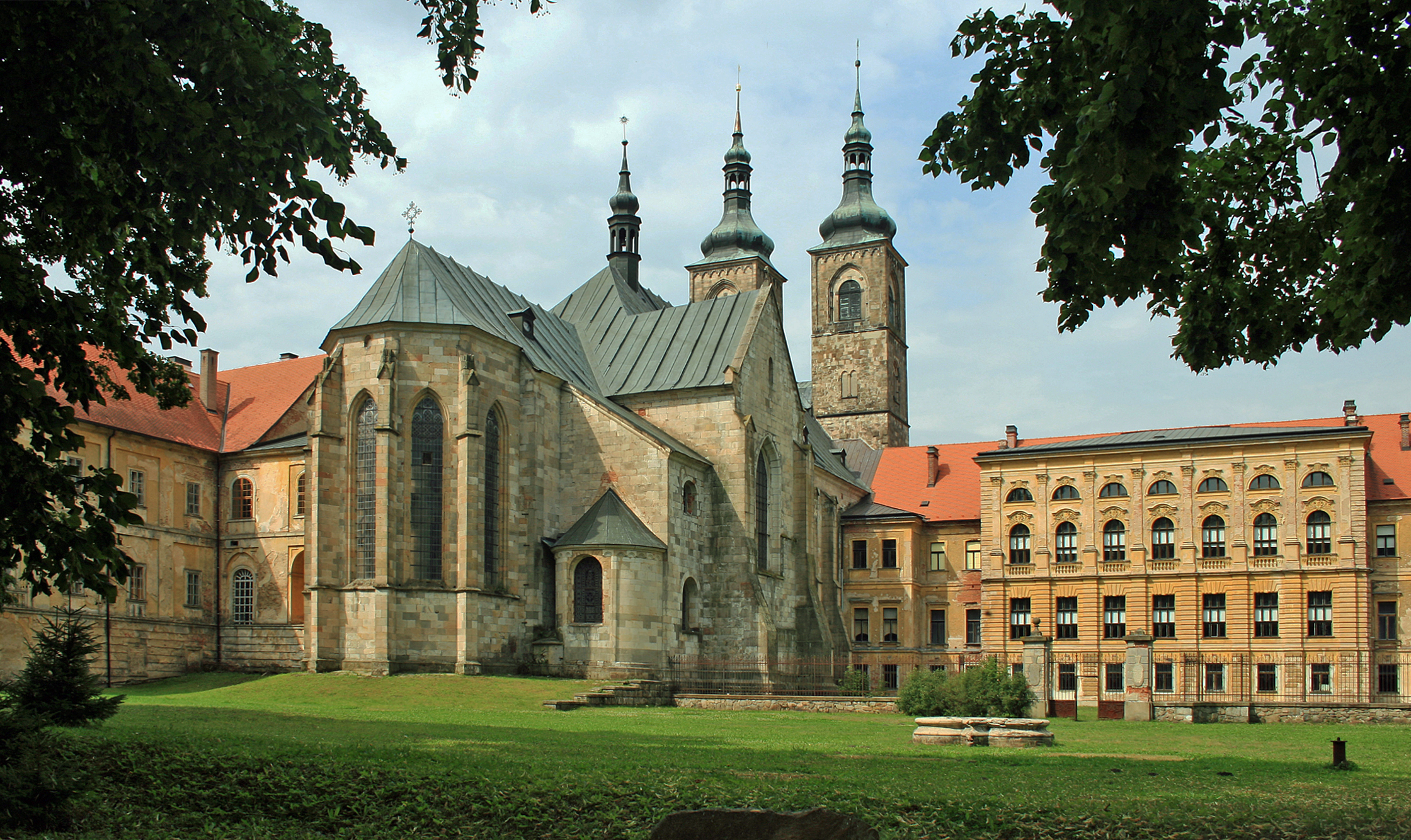
Chevet de l'abbatiale et bâtiments conventuels
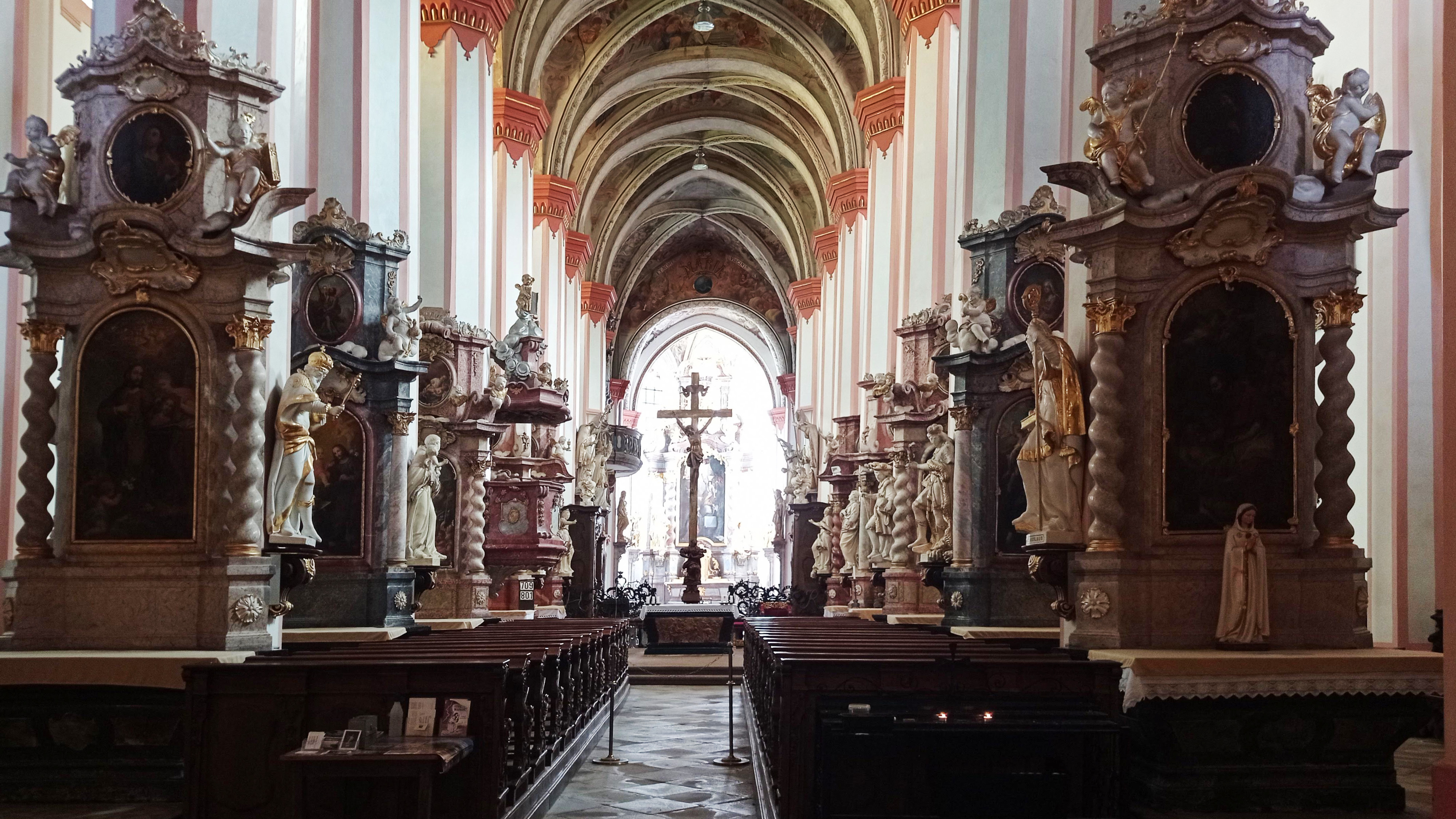
Intérieur de l'abbatiale
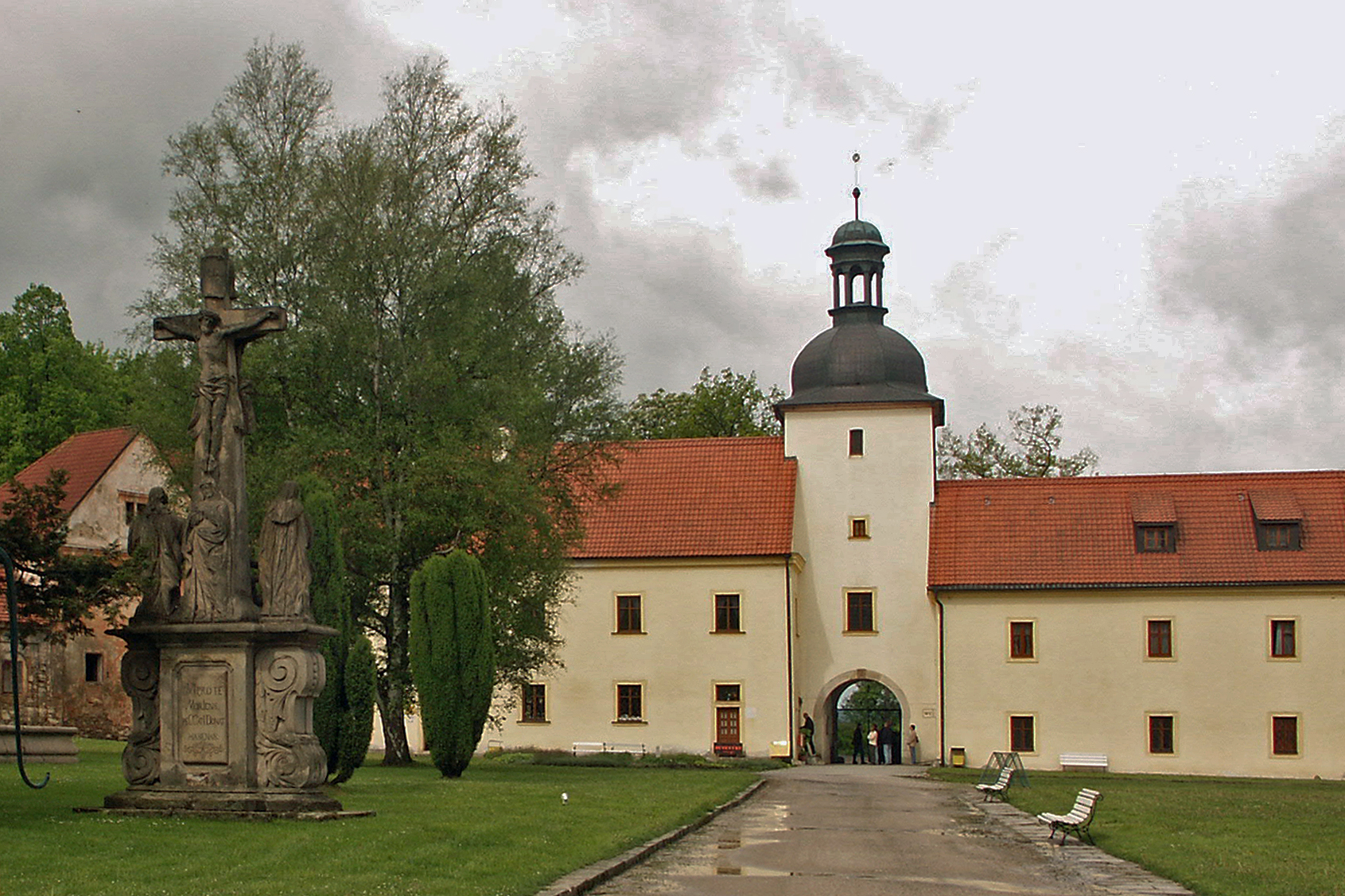
Porterie et calvaire